# 아나냐 판데이
아나냐 판데이(힌디어: अनन्या पांडे, 영어: Ananya Panday, 1998년 10월 30일 ~ )는 인도의 배우로, 배우 청키 판데이의 딸이다. 제65회 필름페어상 신인여우상 수상자이다.